# کلرمونت، تاسمانی
کلرمونت (به انگلیسی: Claremont) یک حومه شهر در استرالیا است که در تاسمانی واقع شده‌است.